# Episodi di Dogs of Berlin
La prima stagione della serie televisiva Dogs of Berlin è stata interamente pubblicata su Netflix il 7 dicembre 2018.
| nº | Titolo originale | Titolo italiano     | Pubblicazione originale | Pubblicazione Italia |
| -- | ---------------- | ------------------- | ----------------------- | -------------------- |
| 1  | V.I.P.           | Vip                 | 7 dicembre 2018         | 7 dicembre 2018      |
| 2  | Mannschaft       | La squadra          | 7 dicembre 2018         | 7 dicembre 2018      |
| 3  | Begegnung        | Lo scontro          | 7 dicembre 2018         | 7 dicembre 2018      |
| 4  | Heimspiel        | Partita in casa     | 7 dicembre 2018         | 7 dicembre 2018      |
| 5  | Schiebung        | Gioco sporco        | 7 dicembre 2018         | 7 dicembre 2018      |
| 6  | Abseits          | Fuorigioco          | 7 dicembre 2018         | 7 dicembre 2018      |
| 7  | Derby'           | Derby               | 7 dicembre 2018         | 7 dicembre 2018      |
| 8  | Länderspiel      | La nazionale        | 7 dicembre 2018         | 7 dicembre 2018      |
| 9  | Verlängerung     | Tempi supplementari | 7 dicembre 2018         | 7 dicembre 2018      |
| 10 | Siegerehrung     | Vittoria            | 7 dicembre 2018         | 7 dicembre 2018      |